# Allied Academies
Allied Academies ist ein Unternehmen aus den USA, das nach eigener Darstellung wissenschaftliche Forschung unterstützt und den Wissensaustausch fördern will. Die Organisation besteht aus 14 angeschlossenen Akademien, die wissenschaftliche Fachzeitschriften als Open Access gegen Bezahlung durch die Autoren anbieten.
Seit 2015 wurde Allied Academies in Jeffrey Bealls Liste der Verlage geführt, die „möglicherweise oder wahrscheinlich Predatory Publishing“ betreiben. Dem Unternehmen wird damit vorgeworfen, wissenschaftliche Dienstleistungen bei der Publikation von Fachaufsätzen zu verkaufen, deren Erbringung lediglich vorgetäuscht wird. Allied Academies bietet gegen Gebühr auch die Teilnahme an wissenschaftlichen Kongressen an, die als zweifelhaft bzw. polizeilich als betrügerisch bewertet wurden. Eine Partnerschaft von Allied Academies besteht mit der ebenfalls als Raubverlag charakterisierten indischen Verlagsgruppe OMICS. Bei einer ihrer Konferenzen im Jahr 2018 führte Allied Academies einen prominenten Chemiker als Mitglied des Organisationskomitees, der dem nie zugestimmt und der keine Beziehungen zu Allied Academies hatte.

## Liste der verlegten Zeitschriften
- Advances in Cell Science and Tissue Culture
- Allied Journal of Clinical Pathology Research
- Allied Journal of Environmental Earth Sciences
- Allied Journal of Medical Research
- Annals of Cardiovascular and Thoracic Surgery
- Archives of Digestive Disorders
- Archives of General Internal Medicine
- Archives of Industrial Biotechnology
- Biomedical Research
- Case Reports in Surgery and Invasive Procedures
- Current Trends in Cardiology
- Environmental Risk Assessment and Remediation
- Gynecology and Reproductive Endocrinology
- Immune System and Disorders Journal
- Insights in Nutrition and Metabolism
- Integrative Journal of Bone and Cartilage
- Integrative Neuroscience Research
- International Journal of Pure and Applied Zoology
- International Journal of Respiratory Medicine
- Journal of Advanced Surgical Research
- Journal of Aging and Geriatric Psychiatry
- Journal of Agricultural Science and Botany
- Journal of Anesthetics and Anesthesiology
- Journal of Biochemistry and Biotechnology
- Journal of Biomedical Imaging and Bioengineering
- Journal of Cardiovascular Medicine and Therapeutics
- Journal of Cholesterol and Heart Disease
- Journal of Clinical Immunology Research
- Journal of Clinical Ophthalmology
- Journal of Clinical Pathology and Laboratory Medicine
- Journal of Clinical and Bioanalytical Chemistry
- Journal of Clinical and Experimental Toxicology
- Journal of Education System and Technology
- Journal of Finance and Marketing
- Journal of Food Technology and Preservation
- Journal of Gastroenterology and Digestive Diseases
- Journal of Juvenile Psychology and Behavioural Sciences
- Journal of Medical Oncology and Therapeutics
- Journal of Molecular Medicine and Therapy
- Journal of Molecular Oncology Research
- Journal of Neuroinformatics and Neuroimaging
- Journal of Neurology and Neurorehabilitation Research
- Journal of Nutrition and Human Health
- Journal of Oral Medicine and Surgery
- Journal of Orthopedic Surgery and Rehabilitation
- Journal of Pain Management and Therapy
- Journal of Parasitic Diseases: Diagnosis and Therapy
- Journal of Pathology and Disease Biology
- Journal of Plant Diseases & Biomarkers
- Journal of Pregnancy and Neonatal Medicine
- Journal of Psychology and Cognition
- Journal of Public Health Policy and Planning
- Journal of RNA and Genomics
- Journal of Trauma and Critical  Care
- Journal of Veterinary Medicine and Allied Science
- Microbiology: Current Research
- Ophthalmology Case Reports
- Otolaryngology Online Journal
- Reports on Oral Diseases
- Research Journal of Allergy and Immunology
- Research and Reports in Gynecology and Obstetrics
- Research and Reports on Data Science
- Research and Reports on Genetics
- Research in Clinical Dermatology
- Sensory Research: Neuroscience and Modelling
- Trends in Colorectal Disease and Surgery
- Virology Research Journal